# Superliga de Albania 2024-25
La Superliga de Albania 2024-25 (oficialmente y en albanés: Kategoria Superiore 2024-25) es la 86.ª edición de la máxima categoría de fútbol de Albania. Es organizada por la Federación Albanesa de Fútbol y es disputada por 10 equipos. Comenzó el 18 de agosto de 2024 y finalizó el 12 de mayo de 2025.

## Formato
Los diez equipos participantes jugarán entre sí todos contra todos cuatro veces totalizando 36 partidos cada uno, al término de la fecha 36 los primeros cuatro clasificados obtendrán su pase a la ronda de definición del campeonato, conocida como Final a cuatro.
En la denominada Final a cuatro los clubes clasificados disputarán dos llaves eliminatorias, el equipo que gane sus dos partidos será proclamado campeón de la Superliga y obtendrá una plaza en la Primera ronda de la Liga de Campeones 2025-26, mientras que el perdedor de la final y el ganador del partido por el tercer puesto conseguirán un cupo para la Primera ronda de la Liga Conferencia 2025-26. Todos los encuentros serán disputados en una sede neutral.
Por otro lado los dos últimos clasificados de la fase regular descenderán a la Kategoria e Parë 2025-26, mientras que el octavo clasificado jugará el Play-off de relegación contra el tercer clasificado de la Kategoria e Parë 2024-25 para determinar cual de los dos jugará en la Superliga 2025-26.
Un tercer cupo para la Primera ronda de la Liga Conferencia 2025-26 será asignado al campeón de la Copa de Albania.

## Ascensos y descensos
| Pos. | Descendidos de Superliga de Albania 2023-24 |
| ---- | ------------------------------------------- |
| 9.º  | Erzeni                                      |
| 10.º | Kukësi                                      |

| Pos. | Ascendidos de Kategoria e Parë 2023-24 |
| ---- | -------------------------------------- |
| 1.º  | Elbasani                               |
| 2.º  | Bylis                                  |

## Localización
| Tirana  | 4 | Dinamo Tirana, Egnatia, Partizan y Tirana | Bylis Dinamo Egnatia Elbasani Laçi Partizani Teuta Tirana Skënderbeu Vllaznia |
| Durrës  | 1 | Teuta Durrës                              | Bylis Dinamo Egnatia Elbasani Laçi Partizani Teuta Tirana Skënderbeu Vllaznia |
| Elbasan | 1 | Elbasani                                  | Bylis Dinamo Egnatia Elbasani Laçi Partizani Teuta Tirana Skënderbeu Vllaznia |
| Fier    | 1 | Bylis                                     | Bylis Dinamo Egnatia Elbasani Laçi Partizani Teuta Tirana Skënderbeu Vllaznia |
| Korçë   | 1 | Skënderbeu                                | Bylis Dinamo Egnatia Elbasani Laçi Partizani Teuta Tirana Skënderbeu Vllaznia |
| Lezhë   | 1 | Laçi                                      | Bylis Dinamo Egnatia Elbasani Laçi Partizani Teuta Tirana Skënderbeu Vllaznia |
| Shkodër | 1 | Vllaznia                                  | Bylis Dinamo Egnatia Elbasani Laçi Partizani Teuta Tirana Skënderbeu Vllaznia |

### Información de los clubes
| Equipo        | Ciudad     | Estadio                 | Capacidad |
| ------------- | ---------- | ----------------------- | --------- |
| Bylis         | Ballsh     | Estadio Adush Muça      | 6.500     |
| Dinamo Tirana | Tirana     | Stadiumi Niko Dovana    | 12.040    |
| Egnatia       | Rrogozhinë | Estadio Rrogozhinë      | 4.000     |
| Elbasani      | Elbasan    | Elbasan Arena           | 12.800    |
| Laçi          | Laç        | Laçi Stadium            | 2.300     |
| Partizani     | Tirana     | Partizani Complex       | 4.500     |
| Skënderbeu    | Korçë      | Stadiumi Skënderbeu     | 12.373    |
| Teuta         | Durrës     | Niko Dovana Stadium     | 12.040    |
| Tirana        | Tirana     | Selman Stërmasi Stadium | 9.500     |
| Vllaznia      | Shkodër    | Loro Boriçi Stadium     | 16.000    |

## Tabla de posiciones
| Pos. | Equipo         | Pts. | PJ | G  | E  | P  | GF | GC | Dif. | Clasificación_descenso                                                |
| ---- | -------------- | ---- | -- | -- | -- | -- | -- | -- | ---- | --------------------------------------------------------------------- |
| 1    | Egnatia (C)    | 59   | 36 | 16 | 11 | 9  | 47 | 30 | +17  | Final a cuatro                                                        |
| 2    | Vllaznia       | 57   | 36 | 15 | 12 | 9  | 54 | 39 | +15  | Final a cuatro                                                        |
| 3    | Dinamo Tirana  | 55   | 36 | 14 | 13 | 9  | 49 | 41 | +8   | Primera fase clasificatoria de la Liga Conferencia de la UEFA 2025-26 |
| 4    | Partizani      | 53   | 36 | 13 | 14 | 9  | 38 | 33 | +5   | Final a cuatro                                                        |
| 5    | Elbasani       | 50   | 36 | 11 | 17 | 8  | 40 | 38 | +2   |                                                                       |
| 6    | Teuta          | 44   | 36 | 10 | 14 | 12 | 29 | 42 | −13  |                                                                       |
| 7    | Bylis          | 42   | 36 | 11 | 9  | 16 | 33 | 50 | −17  |                                                                       |
| 8    | Tirana (O)     | 39   | 36 | 7  | 18 | 11 | 41 | 44 | −3   | Promoción de descenso                                                 |
| 9    | Skënderbeu (D) | 38   | 36 | 9  | 11 | 16 | 35 | 45 | −10  | Descenso a Kategoria e Parë                                           |
| 10   | Laçi (D)       | 37   | 36 | 8  | 13 | 15 | 31 | 37 | −6   | Descenso a Kategoria e Parë                                           |

Actualizado a los partidos jugados el 27 de abril de 2025.
 Fuente: Soccerway
Criterios de clasificación: 1) Puntos; 2) Puntos entre sí; 3) Diferencia de gol entre sí; 4) Goles marcados entre sí; 5) Diferencia de gol; 6) Goles marcados; 7) Sorteo.

## Resultados
| Local \ Visitante | BYL | DIN | ELB | EGN | LAÇ | PAR | SKE | TEU | TIR | VLL |
| ----------------- | --- | --- | --- | --- | --- | --- | --- | --- | --- | --- |
| Bylis             | —   | 1–0 | 0–1 | 0–2 | 0–0 | 2–1 | 0–1 | 4–0 | 2–2 | 1–0 |
| Dinamo Tirana     | 1–1 | —   | 2–1 | 0–2 | 2–1 | 1–2 | 2–1 | 2–0 | 2–1 | 2–1 |
| Elbasani          | 3–1 | 0–5 | —   | 0–0 | 1–0 | 1–1 | 1–1 | 3–0 | 1–1 | 1–2 |
| Egnatia           | 4–0 | 1–1 | 3–1 | —   | 2–1 | 0–2 | 1–0 | 0–0 | 1–0 | 1–1 |
| Laçi              | 0–0 | 0–0 | 1–1 | 2–0 | —   | 1–1 | 1–0 | 0–1 | 0–0 | 3–1 |
| Partizani         | 1–0 | 2–2 | 2–2 | 1–1 | 1–0 | —   | 2–1 | 1–1 | 0–0 | 0–1 |
| Skënderbeu        | 2–2 | 2–2 | 1–1 | 0–1 | 2–1 | 0–2 | —   | 2–3 | 0–0 | 1–0 |
| Teuta             | 2–1 | 1–1 | 0–0 | 2–1 | 1–1 | 0–2 | 1–1 | —   | 3–1 | 1–2 |
| Tirana            | 4–0 | 0–0 | 1–1 | 1–1 | 1–1 | 0–0 | 2–1 | 0–0 | —   | 3–4 |
| Vllaznia          | 2–0 | 2–3 | 0–0 | 3–1 | 2–1 | 2–2 | 2–0 | 2–1 | 2–2 | —   |

| Local \ Visitante | BYL | DIN | ELB | EGN | LAÇ | PAR | SKE | TEU | TIR | VLL |
| ----------------- | --- | --- | --- | --- | --- | --- | --- | --- | --- | --- |
| Bylis             | —   | 2–1 | 1–1 | 0–2 | 0–0 | 1–0 | 0–3 | 1–0 | 0–3 | 1–0 |
| Dinamo Tirana     | 3–1 | —   | 3–1 | 2–1 | 2–0 | 1–0 | 1–1 | 1–1 | 0–2 | 0–0 |
| Elbasani          | 1–0 | 1–1 | —   | 1–2 | 1–2 | 2–0 | 0–0 | 3–1 | 2–1 | 1–1 |
| Egnatia           | 2–1 | 2–0 | 1–2 | —   | 1–0 | 2–0 | 0–0 | 1–1 | 1–1 | 2–2 |
| Laçi              | 0–3 | 1–0 | 0–1 | 1–1 | —   | 0–0 | 1–2 | 3–0 | 3–1 | 2–2 |
| Partizani         | 2–3 | 1–1 | 2–0 | 1–0 | 1–0 | —   | 1–1 | 0–0 | 1–1 | 2–0 |
| Skënderbeu        | 1–2 | 4–1 | 0–2 | 1–0 | 0–2 | 1–2 | —   | 2–1 | 1–1 | 0–4 |
| Teuta             | 0–0 | 0–0 | 0–0 | 2–1 | 1–0 | 0–2 | 1–0 | —   | 2–1 | 1–3 |
| Tirana            | 2–2 | 1–4 | 1–1 | 0–4 | 4–1 | 3–0 | 1–0 | 0–1 | —   | 0–0 |
| Vllaznia          | 3–0 | 3–0 | 1–1 | 0–2 | 1–1 | 2–0 | 1–2 | 0–0 | 2–1 | —   |

## Final a cuatro
Los equipos que finalizaron primero al cuarto participaron en la final a cuatro para definir el campeón
|  | Semifinales   | Semifinales |   |               | Final        | Final |  |
|  |               |             |   |               |              |       |  |
|  |               |             |   |               |              |       |  |
|  | 4 de Mayo     |             |   |               |              |       |  |
|  | Vllaznia      | 2           |   |               |              |       |  |
|  | Dinamo Tirana | 1           |   |               |              |       |  |
|  |               |             |   |               |              |       |  |
|  |               |             |   |               | 12 de Mayo   |       |  |
|  |               |             |   |               | Vllaznia     | 0     |  |
|  |               | Egnatia     | 4 |               |              |       |  |
|  |               |             |   |               |              |       |  |
|  |               |             |   |               |              |       |  |
|  |               |             |   |               | Tercer lugar |       |  |
|  | 5 de Mayo     | 5 de Mayo   |   | 10 de Mayo    | 10 de Mayo   |       |  |
|  | Egnatia       | 0           |   | Dinamo Tirana | 1            |       |  |
|  | Partizani     | 0           |   |               | Partizani    | 2     |  |

## Play-off de relegación
| 4 de mayo de 2025 | Tirana                | 1:0 (0:0) | Pogradeci | Elbasan Arena, Elbasan |  |
| 17:00             | Cordeiro 90+5' (a.g.) | Reporte   |           |                        |  |

## Máximos goleadores
Actualizado el 12 de mayo de 2025.
| Pos. | Jugador        | Club          | Goles |
| ---- | -------------- | ------------- | ----- |
| 1    | Bekim Balaj    | Vllaznia      | 19    |
| 2    | Regi Lushkja   | Egnatia       | 16    |
| 3    | Peter Itodo    | Dinamo Tirana | 13    |
| 3    | Walid Jarmouni | Tirana        | 13    |
| 5    | Baton Zabërgja | Dinamo Tirana | 12    |